# Astragalus schahrudensis
Astragalus schahrudensis är en ärtväxtart som beskrevs av Aleksandr Andrejevitj Bunge. Astragalus schahrudensis ingår i släktet vedlar, och familjen ärtväxter. Inga underarter finns listade i Catalogue of Life.